# Biltstraat
De Biltstraat is een straat in de Nederlandse stad Utrecht, die de wijken Noordoost en Oost scheidt.
De Biltstraat loopt vrijwel kaarsrecht naar het oosten en is iets meer dan een kilometer lang.

## Route
De straat vormde eeuwenlang het begin van de belangrijke doorgaande route tussen de stad Utrecht en Arnhem. Aan het oostelijke einde van de Biltstraat, bij de Berekuil, begint de Biltsestraatweg (N237, vanaf Zeist N225) richting Zeist en verder over de Utrechtse Heuvelrug, over de Grebbeberg bij Rhenen naar Wageningen en Arnhem.

## Geschiedenis
In de 13e eeuw werd de weg door de ontgonnen moerassen ten oosten van de stad aangelegd. Hij begon bij de Wittevrouwenpoort van de Utrechtse stadsmuur en liep in een rechte lijn naar De Bilt. De weg was als een van de eerste van het land bestraat en werd daarom Biltse Steenstraat genoemd. Rond de Biltse Steenstraat ontstond een nederzetting die uitgroeide tot een kleine voorstad van Utrecht, met zelfs een eigen toegangspoort ter hoogte van de Biltse Grift; de Gildpoort. De bewoners waren officieel geen burgers van de stad Utrecht en moesten poortgeld betalen om de stad in te mogen.
Aan het begin van de 19e eeuw werd de eerste kilometer van de Biltse Steenstraat voor het eerst als Biltstraat aangeduid. Het was destijds nog een landelijke laan met veel bomen. In 1819 werd de 17e-eeuwse buitenplaats Gildestein aan de Biltstraat verbouwd tot de Rijks Veeartsenijschool. Tijdens de 19e eeuw nam de bevolking binnen de (in de jaren 1830 gesloopte) stadsmuur sterk toe en nam daarmee ook de lintbebouwing langs de Biltstraat toe. Rond de Biltstraat werden in het midden van de 19e eeuw kleinere straten en hofjes aangelegd, die werden bebouwd met voornamelijk arbeiders- en middenstandswoningen. Aan de Biltstraat zelf werden in deze periode grotere huizen gebouwd voor de middenstand en de gegoede burgerij. Qua grootschalig vermaak vond tot 1910 de Biltse kermis plaats tijdens Pinksteren in de Biltstraat.
In 1879 reed de eerste paardentram door de straat op de lijn naar de Bilt en later Zeist. In 1885 opende de HIJSM Station Utrecht Biltstraat op de Spoorlijn Hilversum - Lunetten. De tramlijn werd in 1909 geëlektrificeerd. Rond deze tijd verschenen ook de eerste auto's in de straat en besloot men de gebrekkige bestrating en ontbrekende trottoirs te vernieuwen. Hierop werd de Biltstraat al gauw een drukke verkeersweg. De eerste elektrische straatverlichting werd in 1917 geïntroduceerd.
Aan de Biltstraat stond sinds de 18e eeuw een kleine katholieke kerk. Deze werd in 1893 gesloopt en in 1894 vervangen door de grote neogotische Onze-Lieve-Vrouw ten Hemelopnemingkerk van Alfred Tepe. Omdat o.a. de spooroverweg aan de Biltstraat veel hinder voor het verkeer veroorzaakte besloot men in 1921 een nieuwe spoorweg aan te leggen die dit deel van de stad meed. De treinen uit Hilversum kwamen voortaan voornamelijk aan in het Buurtstation en in 1939 werd de halte Biltstraat definitief gesloten.
Na de Tweede Wereldoorlog veranderde het karakter van de Biltstraat sterk. Het was aan het begin van de 20e eeuw een drukke winkelstraat, maar verloor die functie in de laatste decennia van de eeuw. Nadat voor de oorlog al de meeste trams uit Utrecht waren verdwenen, reed de tram naar Zeist in 1949 ook voor het laatst door de Biltstraat. De straat werd in 1950 geasfalteerd en de vele bomen werden gekapt omdat zij een gevaar vormden voor het steeds drukker wordende verkeer. In de jaren 60 werd de ringweg om Utrecht aangelegd en daardoor nam de verkeersdruk in de Biltstraat weer af.
Wegens de toenemende ontkerkelijking was het niet meer rendabel om de grote kerk van Alfred Tepe in stand te houden. Het gebouw werd in 1972 afgebroken en in 1974 vervangen door een kleinere kerk. In de jaren 80 werd overwogen om een sneltram over de Biltstraat te laten rijden, maar onder druk van de omwonenden ging dit niet door. Sinds 2000 loopt over het oostelijke deel van de Biltstraat een drukke HOV-busbaan, die het centrum verbindt met de Universiteit in De Uithof.
Naast nieuwbouw staan nog een groot aantal gebouwen uit de 19e en het begin van de 20e eeuw overeind. Een aantal van deze panden zijn een gemeentelijk of rijksmonument.

## Trivia
- De straat komt voor in de Nederlandse versie van het spel Monopoly.
- De Biltstraat wordt ook wel de "Banenboulevard" genoemd vanwege het grote aantal uitzendbureaus dat gevestigd is in het westelijke deel van de straat.
- De Biltstraat wordt vermeld in het nummer "Voor ik vergeet" van Spinvis. Hij zingt daar over 'een feest, ergens in de Biltstraat, waar ik toch niemand kende'.

## Fotogalerij

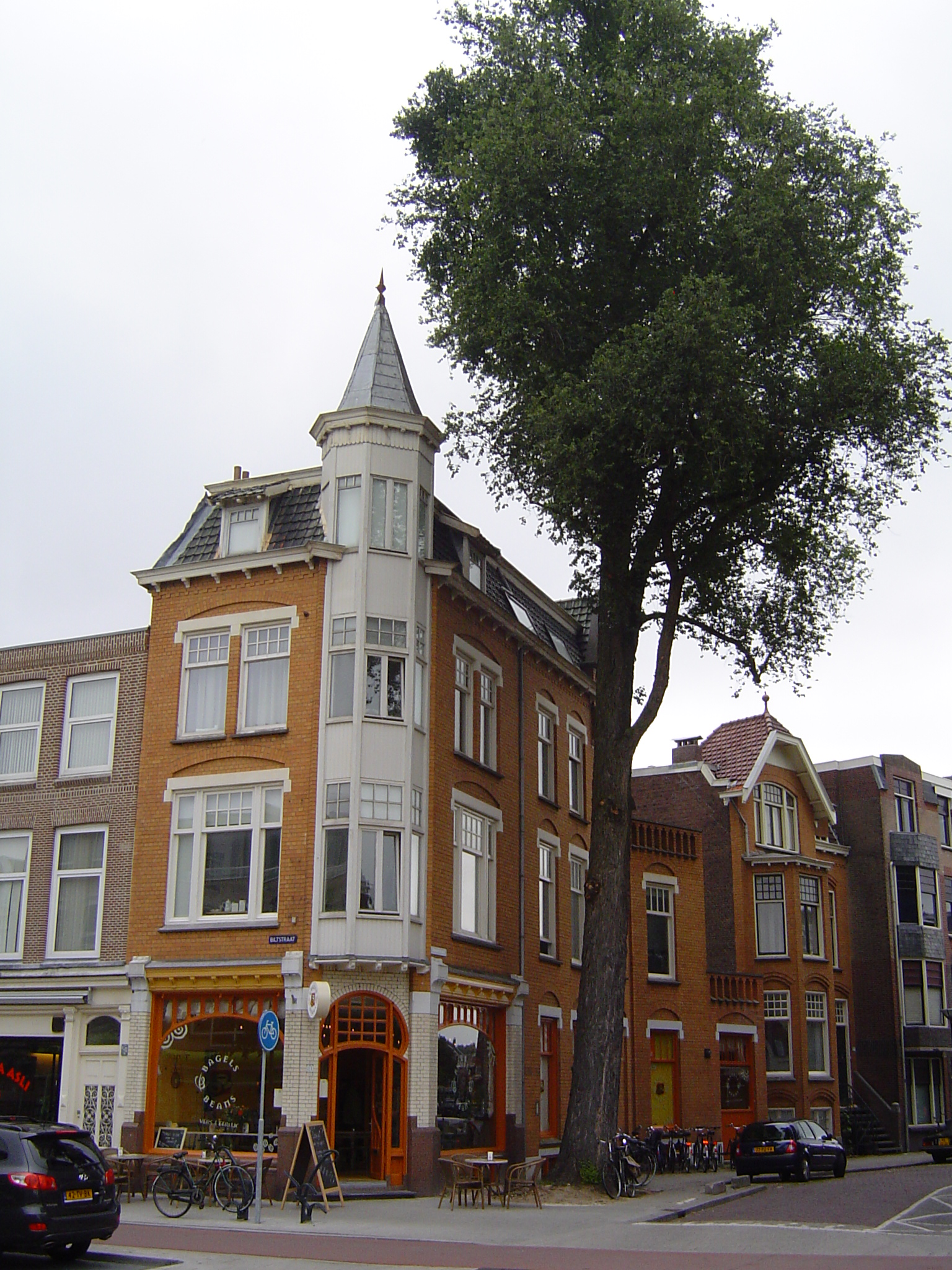
Biltstraat 60, gemeentelijk monument, jugendstil winkel- en woonpand (1905)
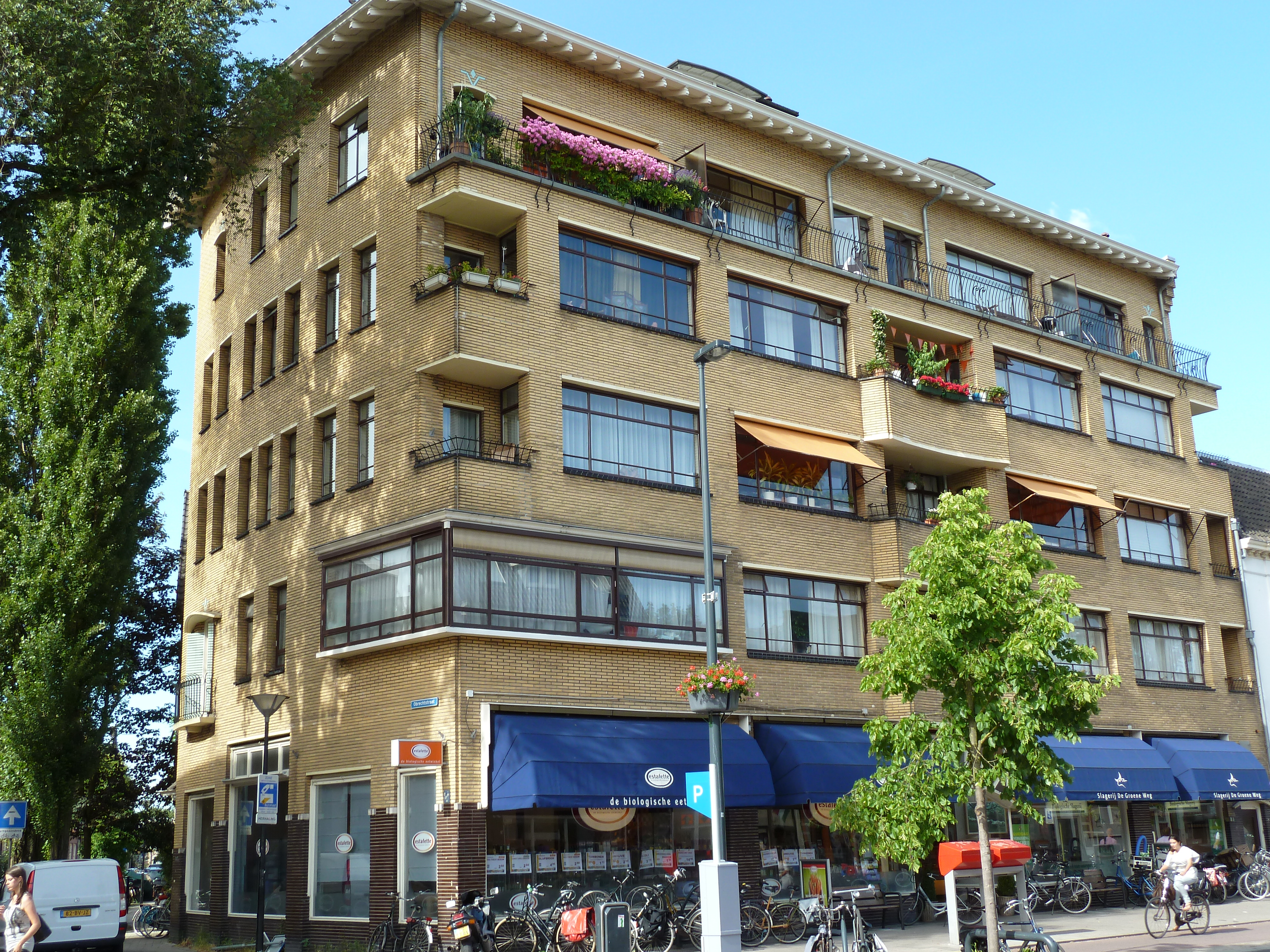
Biltstraat 62A-68Bis, rijksmonument in stijl van Nieuwe Haagse School (1939)
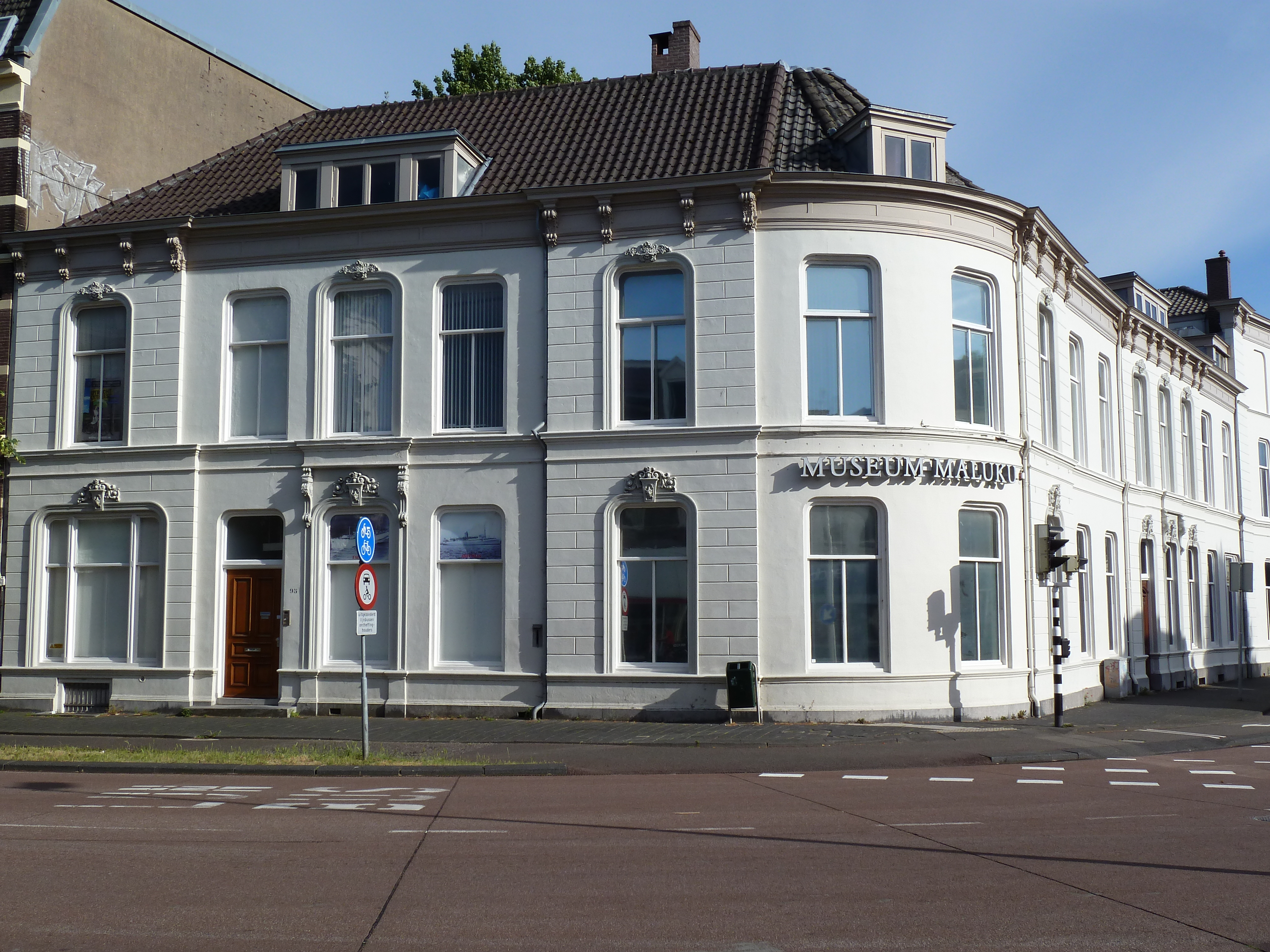
Biltstraat 95, hoek Kruisstraat 13, voormalig Museum Maluku, rijksmonument (1862)
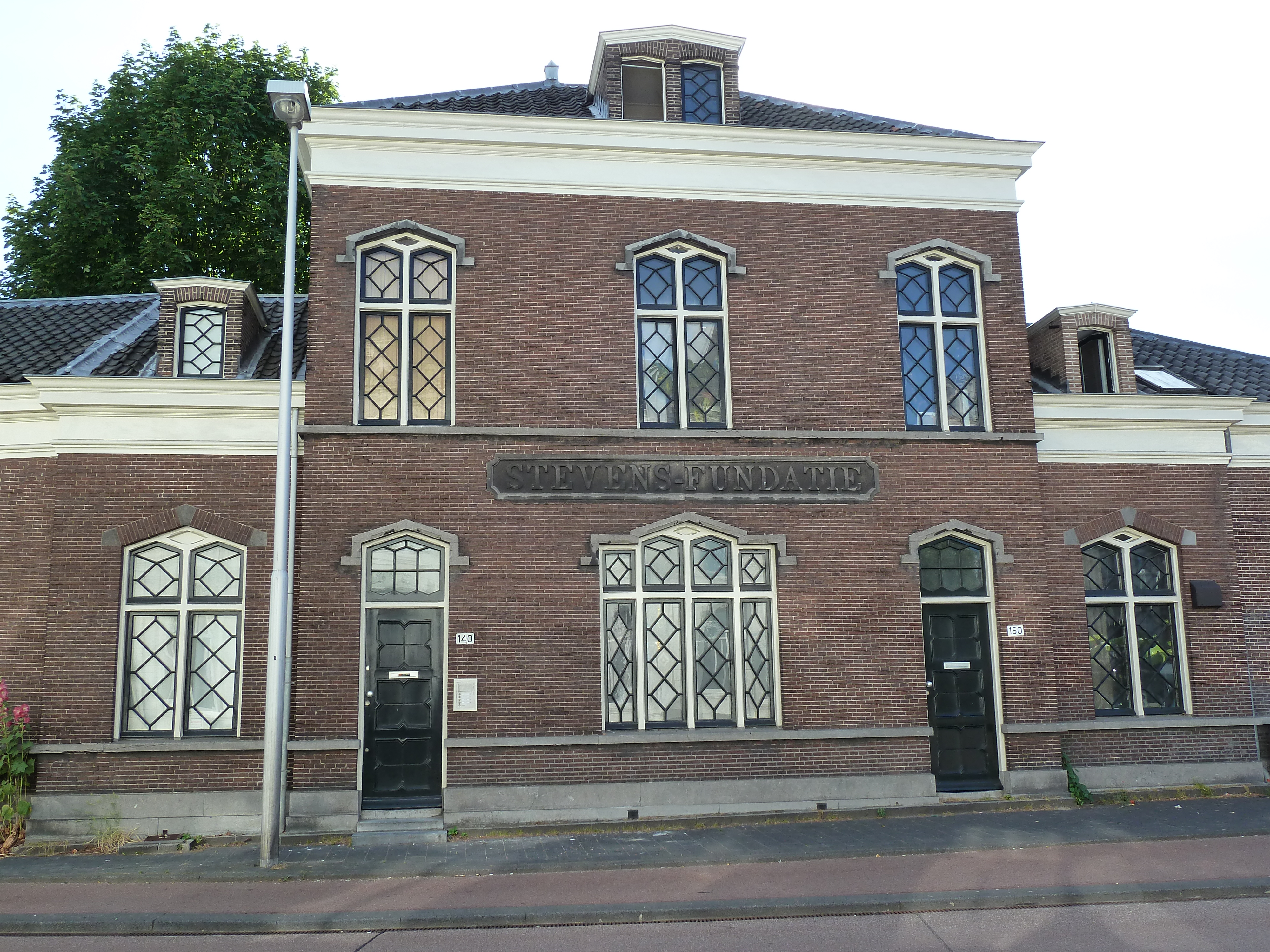
Stevensfundatie, overblijfsel van hofje op de hoek met de Kruisstraat (1860)
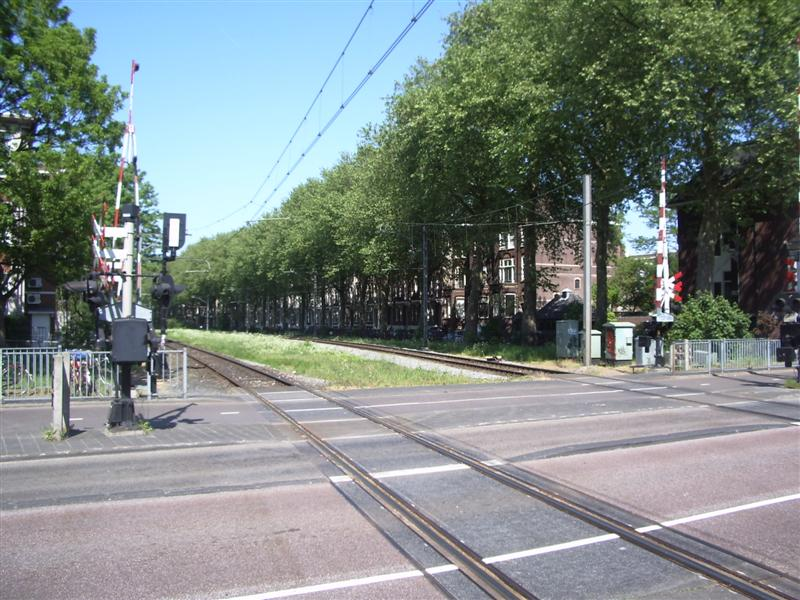
Locatie van voormalig station Biltstraat
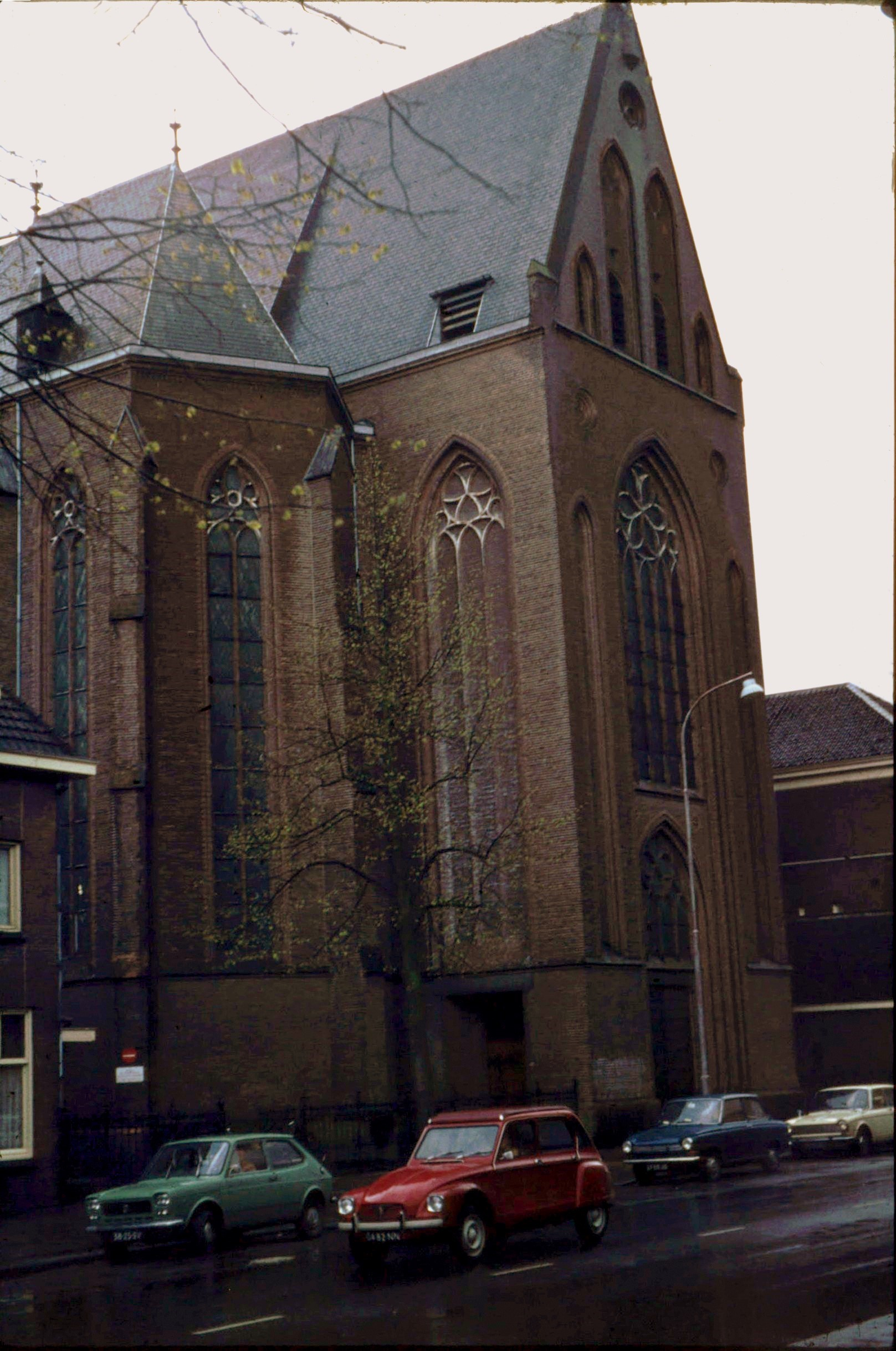
De afgebroken Onze-Lieve-Vrouw ten Hemelopnemingkerk in 1972
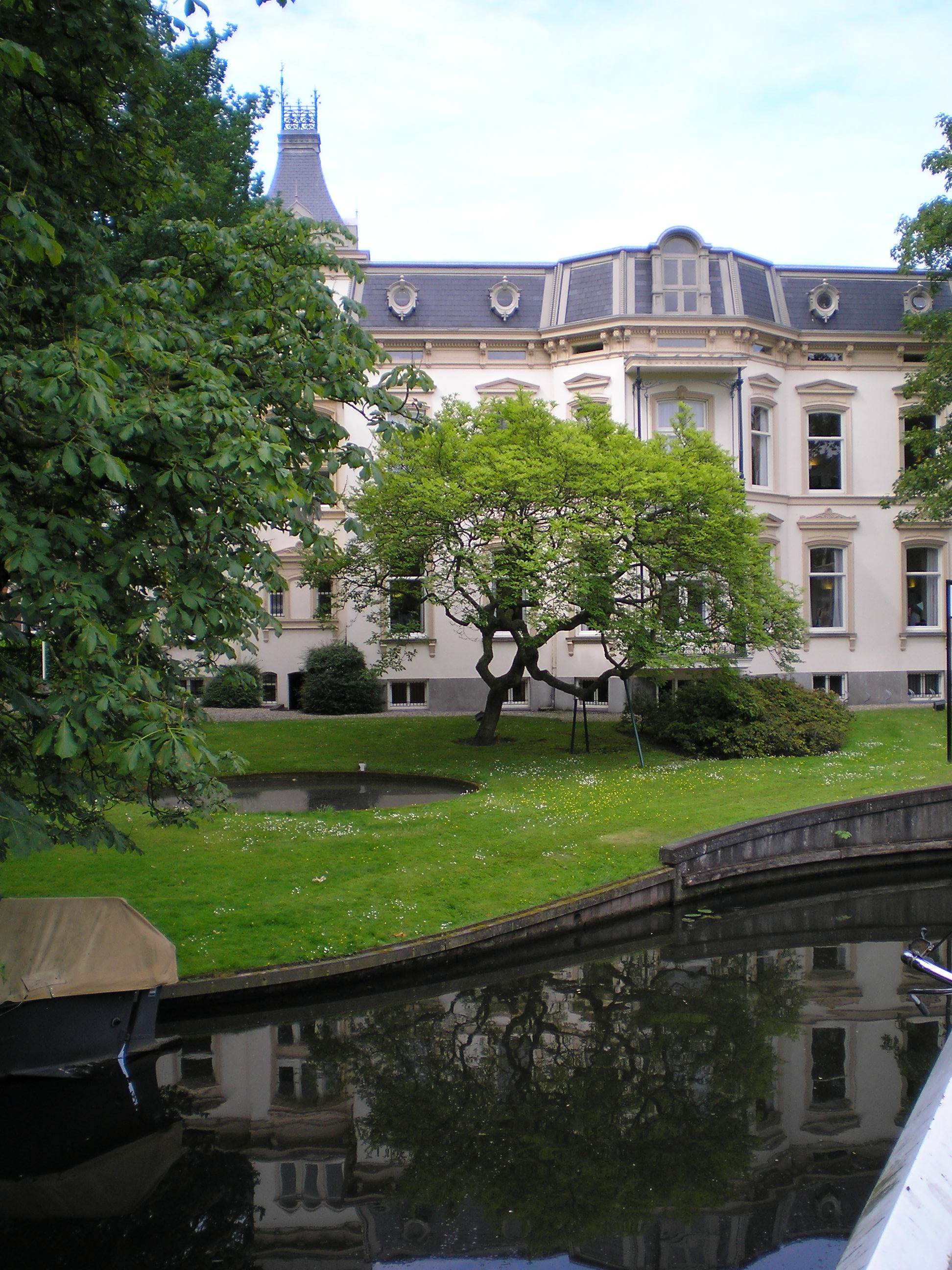
Huis Oorsprong in het Oorsprongpark aan de Biltstraat met de Biltsche Grift (1823)
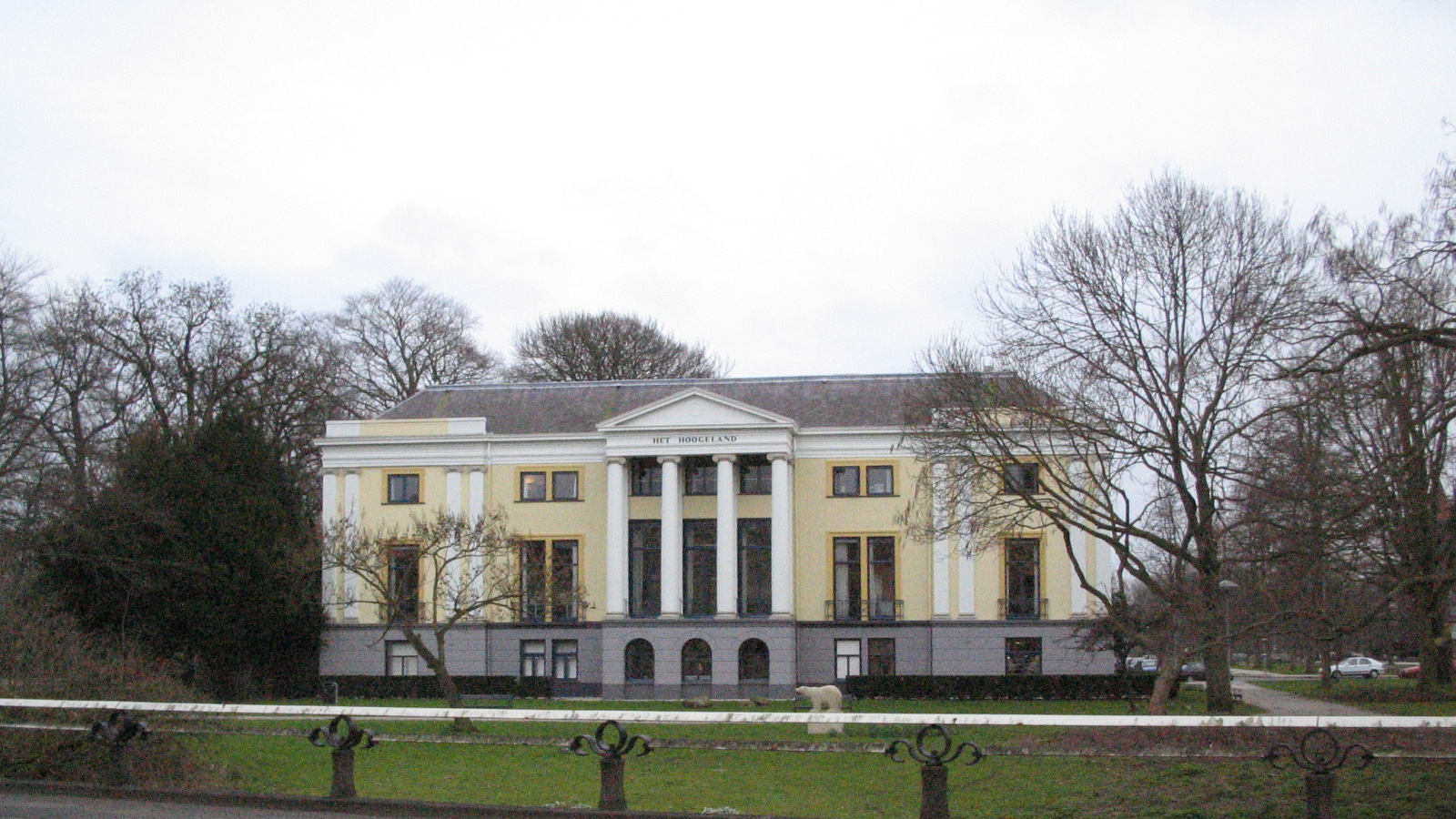
Landhuis Het Hoogeland met Engelse tuin aan de Biltstraat (1828)
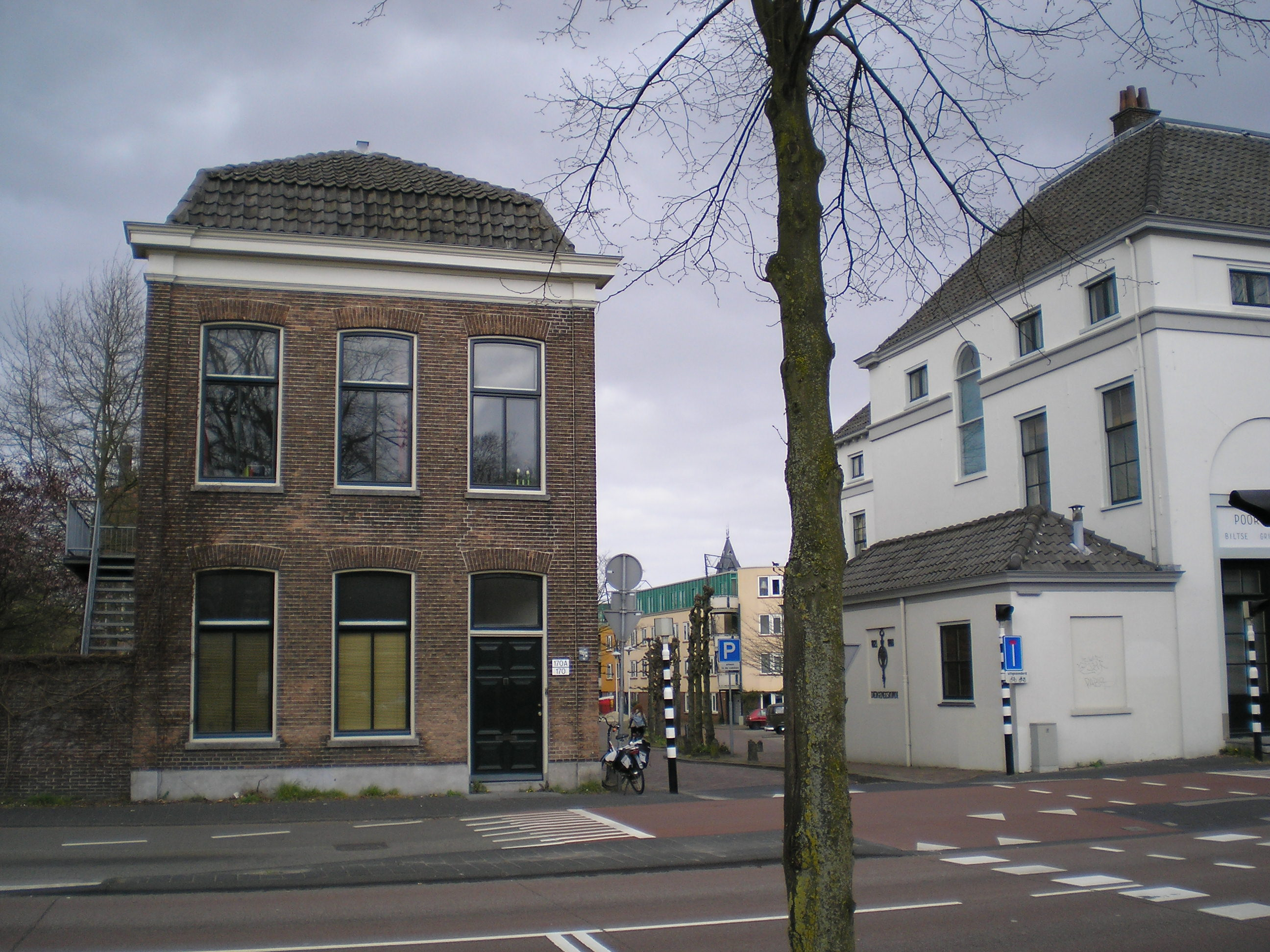
Witte gebouw rechts is het Poortgebouw Biltse Grift aan de Biltstraat met ertussenin de Veeartsenijstraat
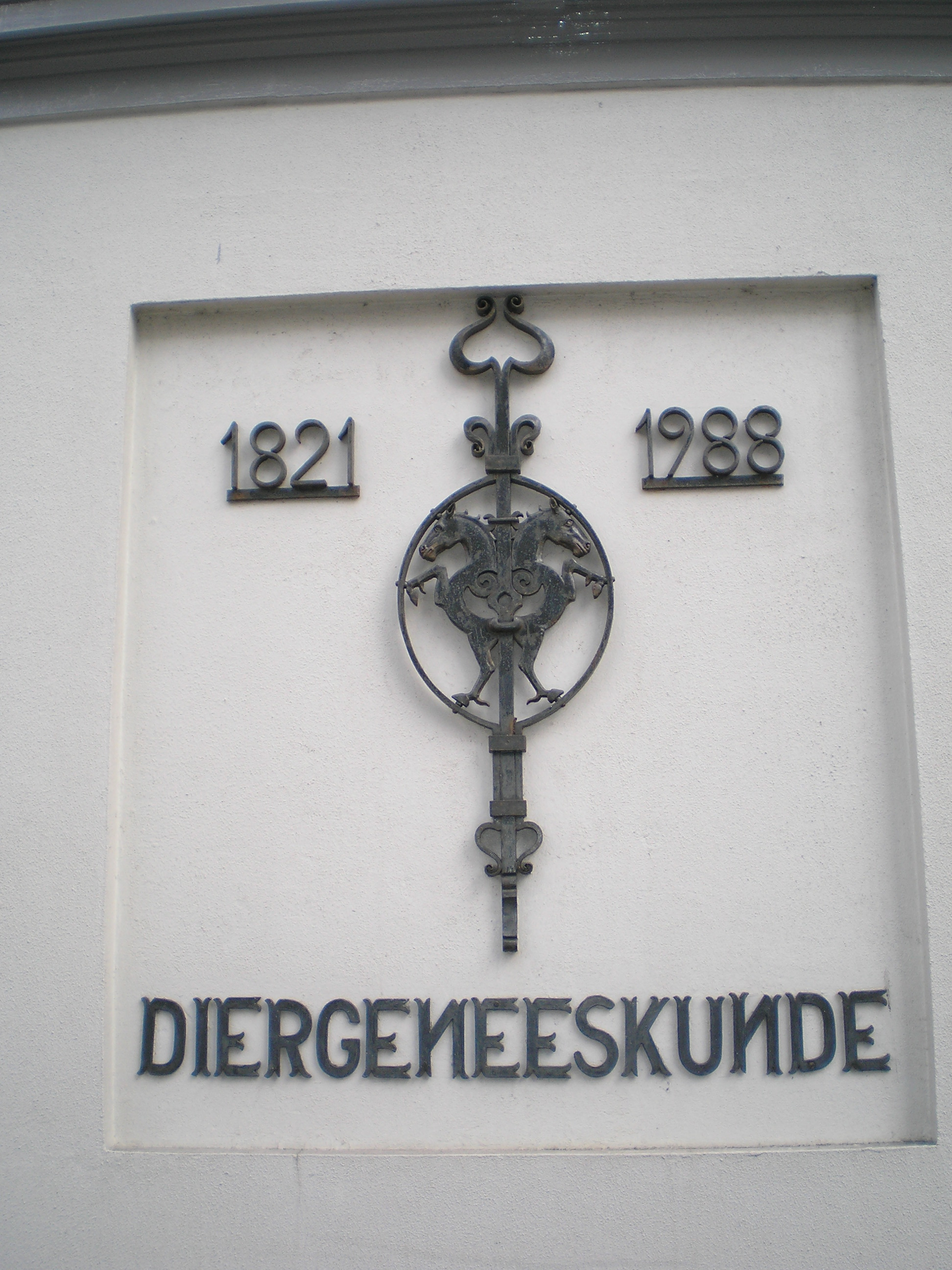
Poortgebouw Biltse Grift met steen in de muur aan de zijkant van het gebouw van diergeneeskunde 1821-1988

Biltstraat ·
Blauwkapelseweg ·
Bollenhofsestraat ·
Hoefsmederijpad ·
Hoefsmederijstraat ·
Hoefijzerstraat ·
Kapelstraat ·
Kleinesingel ·
Poortstraat ·
Veeartsenijpad ·
Veeartsenijstraat ·
Wittevrouwensingel